# 胶澳商埠
胶澳商埠是中华民国12个直辖市之一的青岛市的前身。其存在时间区间为1922年至1929年。

## 历史沿革

### 膠澳商埠督辦公署
民國十一年（1922年）11月17日北洋政府公佈《膠澳商埠暫行章程》，12月10日設膠澳商埠督辦公署，直隸北洋政府；其轄屬機構為：秘書處、總務處、政務處、保安處、工程處及財政課、交涉課;員警廳、港務局、碼頭局、港工局、水道局、電話局、林務局、測候局、農事試驗場、商品陳列館、傳染病院、普濟醫院、李村醫院、屠獸場、馬術所。此外設有參事室、編纂委員會、財政審查會、財政顧問會、移交公共工程委員會以及自治籌備委員會、自治講督所、軍事審判處等機構。民國十二年（1923年）3月，因財政緊縮，撤併了部分機構。其公署直屬行政機關，除保留秘書處外，將總務、政務、工程三處簡政改為三課，將保安處裁撤，另設財政局，撤銷原財政課，原交涉課則改設為交涉公署。港務、碼頭兩局合併為港政局，港工、水道、測候、林務四局均簡為所，增設衛生事務所，對各種委員會則按性質歸併或裁撤。
民國十三年（1924年）4月，膠澳商埠督辦公署對內部機構進行改組。保留秘書處，將財政局和交涉公署撤銷，設立總務科、民政科、財政科、交涉科(後改稱外交科)。同時對其他轄屬機構也進行了必要的撤並，改組後其他機構設置為:員警廳、港政局、電話局、教養局、禁煙局、觀象臺、工程事務所、農林事務所、衛生事務所、水道事務所（後改為水道局）、商品陳列館、軍警督察處、清理官產處（後改為官產管理處）、稽查運輸違禁品所、牲畜檢驗局、通俗圖書館等。

### 膠澳商埠局
民國十四年（1925年）7月，張宗昌督魯，改膠澳商埠督辦公署為膠澳商埠局，隸屬山東省政府。其內部行政機構設置基本維持公署時期的狀況，部分機構職能作了調整。同年7月裁撤水道局，將水道營業事務移歸財政科，工程事項劃歸工程事務所辦理。8月裁撤官產管理處，所管事項由財政科下設房地股辦理，並設清理鄉區官產事務所。9月設立教育局，將民政科學務股事務劃歸該局，受山東省教育廳及商埠局監督。11月撤銷軍警督察處，後又於民國十六年（1927年）5月復設。

### 青島接收專員公署
民國十八年（1929年）4月15日國民政府接管青島，設青島接收專員公署，直隸國民政府行政院，負責接收青島的一切行政事務。因接收專員公署係一過渡性的機關，其行政組織機構的設置仍沿襲舊制。7月2日，青島特別市政府成立後，青島接收專員公署隨之撤銷。

## 主要官员
膠澳商埠督辦公署督辦
- 熊炳琦（1922年12月 - 1924年4月，兼山東省長）
- 高恩洪（1924年4月 - 11月）
- 王翰章（1924年11月，代理）
- 溫樹德（1924年11月 - 1925年4月）
- 朱慶瀾（1925年5月，未到任）

膠澳商埠局總辦
- 趙琪（1925年7月 - 1929年4月）

附：青島接收專員公署接收專員
- 陳中孚（1929年4月 - 7月）